# 電波寧靜中子星
電波寧靜中子星（Radio-quiet neutron star）是一顆似乎不會發射無線電波的中子星，但天文學家仍然可以透過電磁輻射（尤其是X射線和伽馬射線）觀測。

## 性質
大多數已偵測到的中子星都是脈衝星，會發射無線電波輻射。普林斯頓星表中列出了大約700顆電波脈衝星，除一顆外，其餘均發射400MHz和1400MHz頻率的電波。雙子座中子星是個例外，它在100MHz以上的頻率下處於電波寧靜狀態，但會發射強烈的X射線和伽馬射線。
總共有十顆天體被認為是自轉驅動的中子星，雖然無法觀測到無線電波，但可以觀測到X射線和伽馬射線源。顯示它們確實是中子星的指標包括：較高的X射線與低頻發射比、恆定的X射線發射及伽馬射線源重合。

## 例子
電波寧靜中子星可分為XDINS（X射線暗淡孤立中子星）、XTINS（X射線熱孤立中子星）、XINS（X射線孤立中子星）、TEINS（熱發射中子星）、INS（孤立中子星）。
熱發射中子星具有高磁場（但磁場強度低於磁星），在熱X射線中被認為是無線電波寧靜。